# Amor i coloms
Amor i Coloms (en rus: Любовь и голуби) és una pel·lícula soviètica de 1984 del gènere de la comèdia romàntica, dirigida per Vladímir Menxov. la seva pel·lícula anterior, Moscou no creu en les llàgrimes, va guanyar un Oscar a la millor pel·lícula de parla no anglesa. Està basada en un guió de Vladímir Gurkin del mateix nom.

## Argument
Durant la seva estada a un complex al costat del mar, Vassili, un home senzill de camp (Aleksandr Mikhàilov), coneix una dona de ciutat, corrompuda (Liudmila Gúrtxenko), que l'atreu lluny del país i el fa caure en fantasies de confort urbà. Mentre que vivia en el seu apartament de la ciutat, l'home comença a estranyar la seva família i, finalment, decideix tornar al seu poble natal, on la seva esposa i els seus fills també ho estranyaven. Però no tot és tan simple 
El rodatge va tenir lloc als afores de Medvejiegorsk, ciutat de la República de Carèlia, a una casa a la vora del riu Kumsa.
La pel·lícula va ser líder de distribució Soviètica en 1984 i va vendre uns 44,5 milions d'entrades. Una escultura a l'aire lliure, de l'escultor Karim Mukhamadéiev, basada en els personatges de la pel·lícula es va inaugurar a Txeremkhovo, Sibèria en 2011.

## Repartiment
- Aleksandr Mikhàilov com a Vassili Kuziakin
- Nina Doróixina com a Nàdia, muller de Vassili
- Liudmila Gúrtxenko com a Raïssa Zakhàrovna
- Iana Lissóvskaia com a Luda, filla gran de Vassili
- Lada Sizonenko com a Olia, filla jove de Vassili
- Ígor Liakh com a Leonid, fill de Vassili
- Serguei Iurski com a oncle Mítia
- Natàlia Teniakova com a dona vella Xura, muller de l'oncle Mítia
- Vladímir Menxov com a dirigent de quadres

## Premis
- Premi "Vaixell d'Or" al Festival Internacional de Cinema de Torremolinos el 1985
- Premis "MTV Rússia de 2009, nominada a "Millor pel·lícula soviètica".